# Tinearupa
Tinearupa är ett släkte av fjärilar. Tinearupa ingår i familjen praktmalar, Oecophoridae.
Kladogram enligt Catalogue of Life:
| Tinearupa | \| \| Tinearupa aucklandica \| \| \| \| \| \| Tinearupa sorenseni \| \| \| \| |
|           | \| \| Tinearupa aucklandica \| \| \| \| \| \| Tinearupa sorenseni \| \| \| \| |
|           | Tinearupa aucklandica                                                         |
|           |                                                                               |
|           | Tinearupa sorenseni                                                           |
|           |                                                                               |